# Krówki
Krówki ([krufki], singulár krówka [krufka], česky též nesprávně krovka, v polštině znamená kravička) je tradiční polský druh sladkosti, karamelka s měkkou, obyčejně natahující se náplní. Na obalech některých krovek je mnohdy vyobrazena typická strakatá holštýnská kráva.
Vyrábí se z mléka, cukru a másla, které se mísí a vaří ve velké kádi. Po několika hodinách se hmota nalije na stůl a ochladí se. Když hmota ztuhne, po několika dnech ji lze rozřezat a zabalit do papíru. Ručně balený fondán je měkký, houževnatý a mechanicky balený tvrdší a sušší.

## Historie
Ve 20. letech 20. století založil Felix Pomorsky (1895—1963) v Poznani výrobu karamelu s tekutou náplní; bonbóny byly v obalu znázorňujícím holštýnskou krávu. Recept se naučil jako dítě od svého strýce, který žil v Žitomyru.
Během druhé světové války byl Pomorskyi nucen přesunout svou výrobu do Milyanuvek a po válce se Korivka vyráběla i v dalších zemích - v NDR, Československu, v Sovětském svazu, zejména v BRSR.